# Checea
Checea (en hongrois : Nagykőcse, en allemand : Ketscha) est une commune du județ de Timiș en Roumanie.